# Eurotowns
Eurotowns è un network di città medie europee che hanno una popolazione compresa tra i 50.000 e i 250.000 abitanti, creato nel 1991. Ne fanno parte le seguenti città: Eskilstuna, Gävle, Gerona, Hasselt, Helmond, Jyväskylä, Manresa, Mölndal, Pforzheim, Reggio Emilia,  Sabadell, Schiedam, Sindelfingen, Ulma e Varberg.

## Mission e obiettivi
Il network di Eurotowns nasce per portare all'attenzione e sviluppare soluzioni riguardo alla sostenibilità ambientale, all'innovazione e alla vivibilità nelle città di piccole e medie dimensioni, per supportare il raggiungimento gli obiettivi della strategia europea Europa 2020.
Tra gli scopi di Eurotowns vi è anche la promozione dello scambio di buone pratiche, per rappresentare gli interessi delle città europee di media dimensione, la promozione di progetti a livello europeo che si svolgono fra i membri dello stesso network e fornire strumenti per la conoscenza e l'innovazione.
In particolare, il network si concentra su:
- Promozione dell'apprendimento per tutta la durata della vita, lo sviluppo dell'educazione e delle abilità peculiari della persona
- Implementazione dell'economia della cultura e creazione di nuovi posti di lavoro locali
- Realizzazione di sistemi di trasporto pubblico efficienti, efficaci e sostenibili
- Crescita della società, anche in senso comunitario
- Miglioramento qualitativo dell'ambiente fisico.

## Struttura
Tutti i membri di Eurotowns fanno parte di un'Assemblea Generale che confronta i risultati tecnici e politici. L'Assemblea elegge ogni due anni un Consiglio Esecutivo, che è un organo che garantisce l'adempimento dei progetti realizzati dal network. I membri svolgono le mansioni in “Task Teams”, ovvero gruppi di lavoro che promuovono idee, progetti, studi, ricerche e confronti e sono destinatari di fondi per lo svolgimento delle attività. Attualmente vi sono tre gruppi di lavoro funzionanti: innovazione, mobilità ed inclusione sociale.